# Habrobracon telengai
Habrobracon telengai är en stekelart som beskrevs av Mulyarskaya 1955. Habrobracon telengai ingår i släktet Habrobracon och familjen bracksteklar. Inga underarter finns listade i Catalogue of Life.